# Xialuo
Xialuo (kinesiska: 下罗乡, 下罗) är en socken i Kina. Den ligger i provinsen Sichuan, i den sydvästra delen av landet, omkring 280 kilometer söder om provinshuvudstaden Chengdu. Antalet invånare är 15 003. Befolkningen består av 7 060 kvinnor och 7 943 män. Barn under 15 år utgör 18,0 %, vuxna 15-64 år 68 %, och äldre över 65 år 13,0 %.
Genomsnittlig årsnederbörd är 1 362 millimeter. Den regnigaste månaden är augusti, med i genomsnitt 270 mm nederbörd, och den torraste är december, med 21 mm nederbörd.